# Rolów
Rolów – wieś na Ukrainie w rejonie drohobyckim należącym do obwodu lwowskiego.